# Franz Klammer
Franz Klammer (* 3. Dezember 1953 in Mooswald, Kärnten) ist ein ehemaliger österreichischer Skirennläufer. Er wurde 1976 Olympiasieger in der Abfahrt und ist mit 25 Abfahrtssiegen sowie dem fünfmaligen Gewinn des Abfahrtsweltcups der erfolgreichste Rennläufer dieser Disziplin in der Weltcupgeschichte.

## Kindheit und Jugend
Franz Klammer, Sohn einer einfachen Bergbauernfamilie, stand schon in frühester Kindheit auf Skiern. Da es in seinem Heimatort Mooswald keinen Lift gab, musste er die Hänge immer zu Fuß hinaufstapfen oder mit dem Bus ins nächste, 30 Kilometer entfernte Skigebiet fahren. Er begann als 14-Jähriger mit dem Rennsport, nachdem sich gezeigt hatte, dass er bei Rennen mit Freunden ihnen immer überlegen war. Mit 17 Jahren schaffte Klammer den Sprung vom Kärntner Landeskader in den C-Kader des Österreichischen Skiverbandes (ÖSV). Der erste große Erfolg gelang dem 18-Jährigen am 11. Dezember 1971, als er die Europacup-Abfahrt in Bad Kleinkirchheim gewann.

## Skikarriere

### Verlauf
Dieser Sieg machte den neuen ÖSV-Abfahrtstrainer Charly Kahr auf Klammer aufmerksam. Der talentierte Kärntner kam in den abschließenden Rennen der Saison 1971/72 beim Riesenslalom in Gröden (Rang 25) und dem Slalom in Madonna di Campiglio (Rang 22 mit Start-Nr. 48) erstmals zu Weltcup-Einsätzen und bewies damals, dass er auch in den technischen Disziplinen über ein beachtliches Potenzial verfügte (er erreichte mehrere Top-Ten-Plätze in Weltcup-Riesentorläufen, darunter Rang 3 am 3./4. März 1973 in Mont Sainte-Anne), dennoch wurde er in der Folge durch Kahrs Unterstützung mehr und mehr zum Abfahrer. Die erste größere mediale Beachtung hatte es anlässlich seines zweiten Platzes in der Abfahrt der österreichischen Meisterschaften am 10. März 1972 in Hinterstoder gegeben, den ersten Top-Ten-Platz holte er am 15. Dezember 1972 bei der Abfahrt von Gröden mit Rang 5 und sein erstes Podium am 3. Februar 1973 bei der Abfahrt in St. Anton mit Start-Nr. 22. Noch immer in Gruppe 2, wobei er die Start-Nr. 16 zugelost erhalten hatte, vollzog er seinen ersten Abfahrtssieg im Weltcup auf der Planai in Schladming am 22. Dezember 1973. Mit einer Durchschnittsgeschwindigkeit von 111,251 km/h war es lange Zeit das schnellste Weltcuprennen. Am 14. März 1993 erreichte Armin Assinger in der Sierra Nevada 112,37 km/h.

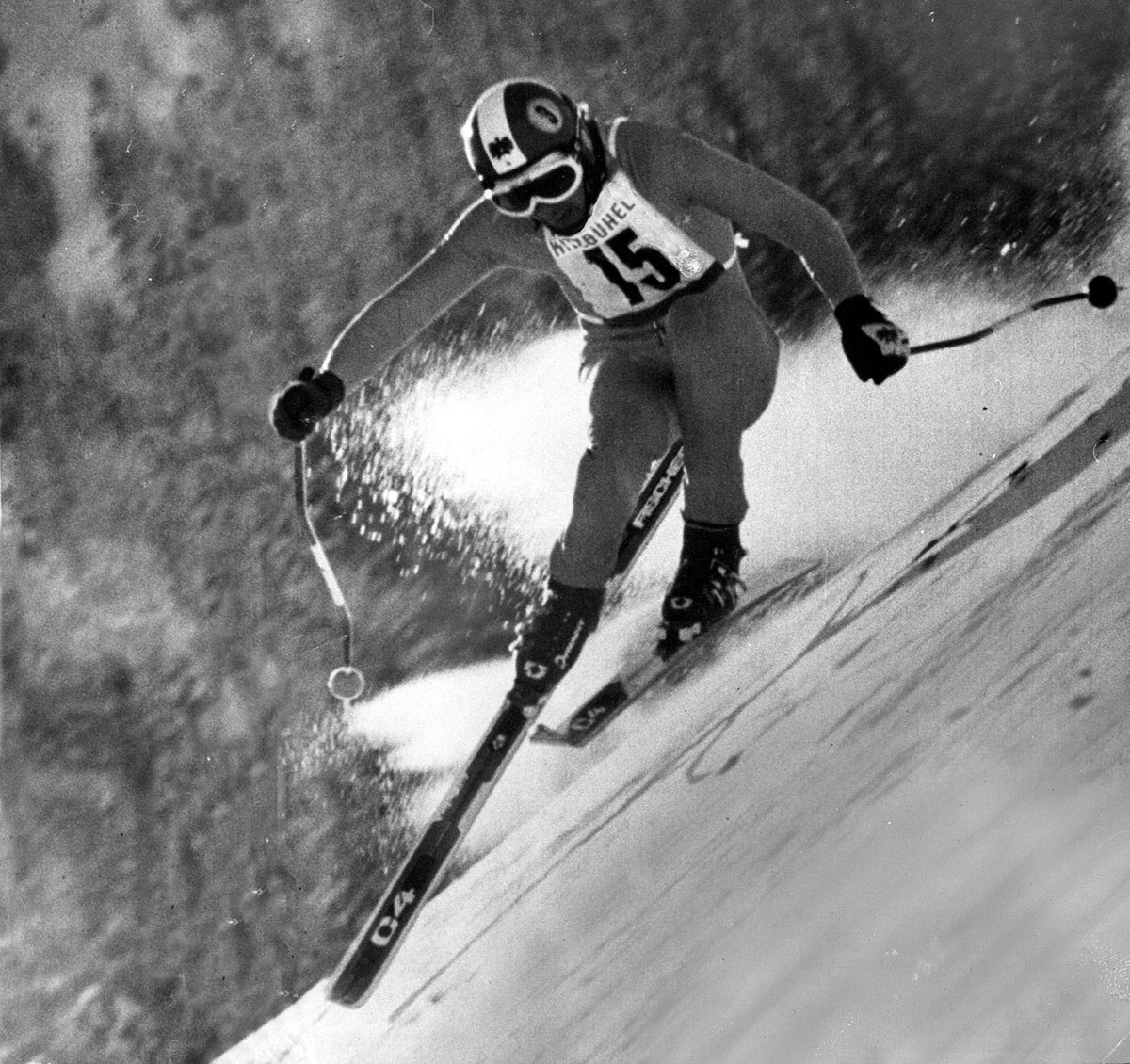
Franz Klammer (1976)

Klammer gewann bei den Olympischen Winterspielen 1976 in Innsbruck die Goldmedaille im Abfahrtslauf, nachdem er bereits zuvor bei den Alpinen Skiweltmeisterschaften 1974 in St. Moritz in dieser Disziplin die Silbermedaille und in der Kombination die Goldmedaille errungen hatte. Er feierte 26 Siege in Weltcuprennen und fünf Erfolge in der Abfahrtsweltcupwertung (1975–1978 und 1983). Mit 25 Abfahrtssiegen ist er der erfolgreichste Abfahrer der Weltcupgeschichte vor Peter Müller mit 19 Siegen. Er gewann alle klassischen Abfahrten, wobei er das Hahnenkammrennen in Kitzbühel viermal, das Lauberhornrennen in Wengen dreimal und auf der Saslong in Gröden viermal gewann.
1975 siegte er zunächst in Wengen am 11. Januar mit dem Rekordvorsprung von 3,54 Sekunden, während ihn eine Woche später in Kitzbühel, wo er wegen eines Trainingssturzes verletzt angetreten war, nur eine Hundertstelsekunde von Gustav Thöni trennte. Ein schwerer Sturz beim Abfahrtslauf in Megève am 1. Februar 1975, wo sich nach einem weiten Sprung die Bindung geöffnet hatte, kostete den Kärntner wohl auch den Sieg im Gesamtweltcup, denn beim abschließenden Parallelslalom in St. Ulrich, zu dem er mit 240 Punkten (ex aequo mit den Konkurrenten Gustav Thöni und Ingemar Stenmark) anreiste, war er gegenüber den Technikern von Beginn an chancenlos. So reichte es schließlich in der Gesamtweltcup-Wertung nur zu Rang 3 hinter Thöni und Stenmark. Dennoch wurde er nach dem erstmaligen Gewinn des Abfahrtsweltcups 1975 von der Internationalen Vereinigung der Ski-Journalisten (AIJS) mit dem Skieur d’Or ausgezeichnet.
Die Gefährlichkeit des Sportes zeigt sich 1977 bei einem schweren Unfall seines damals 16-jährigen Bruders Klaus Klammer. Bei einer FIS-Abfahrt am 20. Februar 1977 auf der „H 2000“ am Hochstein im Osttiroler Lienz beendete ein verheerender Sturz mit der Folge eines Querschnittsyndroms abrupt dessen Karriere.
Zum Saisonstart 1977/78 gewann Klammer am 27. November auf der Piste Nationale in Crans-Montana die nur zum Nationencup zählende Abfahrt im Rahmen der World Series of Skiing. Im Weltcup gelangen ihm danach lediglich zwei Siege, dazu zwei Podestplatzierungen und vier weitere Top-Ten-Plätze, davon einer in der Kombination. Nachdem Klammer vier Jahre lang den Abfahrtsweltcup dominiert hatte, geriet er in der Saison 1978/79 in ein Formtief. Er erreichte drei Jahre lang keinen Podestplatz und verpasste 1980 auch die Qualifikation für das Olympiateam, weshalb er seine Goldmedaille von 1976 nicht verteidigen konnte. Erst zu Beginn der Saison 1981/82 feierte er in Val-d’Isère seinen nächsten Sieg. 1983 gewann er noch einmal den Abfahrtsweltcup. Seinen letzten Weltcupsieg feierte er 1984 in Kitzbühel. Sein letztes Weltcuprennen fuhr der „Abfahrtskaiser“ am 14. März 1985 in Aspen. Am 20. April 1985 gab er seinen Rücktritt bekannt.

### Olympiasieg 1976
Bei den Olympischen Spielen 1976 in Innsbruck gewann Klammer Gold in der Abfahrt am Patscherkofel. Angesichts seiner Überlegenheit in der Abfahrt galt er 1976 als großer Favorit auf den Olympiasieg, was dazu beitrug, dass ein ungeheurer Erwartungsdruck auf ihm lastete. Tatsächlich kam es am 5. Februar vor 60.000 Zuschauern zum erwarteten Zweikampf mit Bernhard Russi, dem Olympiasieger von 1972. Zunächst stellte der Schweizer eine Bestzeit auf. Klammer startete mit Startnummer 15, als die Piste schon etwas rippiger und damit schwerer befahrbar war. Er lag bei der Zwischenzeit, nach einem schweren Fehler im oberen Teil, mit 19 Hundertstelsekunden Rückstand nur auf Rang 3, holte im unteren Teil (dank einer riskanten Fahrweise mit direkter Linie) auf und siegte mit einem Vorsprung von 33 Hundertstelsekunden. Sein Skifabrikant hatte ihm zwar ein neues Modell zur Verfügung gestellt, den sogenannten „Lochski“, doch Klammer schnallte sich dann doch seine bewährten Skier an.

### Profiskirennen in den USA
Nach seinem Ausflug in den Motorsport kehrte Klammer 1988 zum Skisport zurück und fuhr bis 1998 Profiskirennen in den USA, gewann zweimal das Tournament of Champions und sieben Titel in der Abfahrt und im Parallelslalom.

## Motorsportkarriere
Nach dem Rücktritt vom Skirennsport 1985 war Klammer bis 1988 als Autorennfahrer aktiv: Er begann seine zweite Karriere als Motorsportler im Team des ehemaligen Formel-1-Rennfahrers Helmut Marko. RSM-Marko startete 1985 bei Läufen zur DTM mit den beiden Piloten Franz Klammer und Peter Oberndorfer mit Alfa Romeo GTV. Als Teammanager fungierte damals Harald Schwarz. 1986 wechselte RSM-Marko mit Klammer/Oberndorfer zu Mercedes. Franz Klammer wurde später auch noch österreichischer Tourenwagenmeister, verbuchte mehrere Siege bei der Tourenwagen-Europameisterschaft (Nürburgring) und in 1000-km-Bewerben (Bathurst, Australien).
Seit Mitte der 1980er Jahre ist Klammer aktiver Golfspieler.

## Privatleben
Ein Einstieg in die Modebranche erwies sich als nicht erfolgreich.
Als Konsulent und Repräsentant ist Franz Klammer für einige Firmen und Institutionen tätig und noch immer sehr stark im Sport, besonders im Skisport, involviert. So ist er seit November 2008 Sportkoordinator der Austrian Anadi Bank AG. Neben seinem Engagement in der olympischen Bewegung ist er Botschafter der Vereinten Nationen und Mitglied der Academy der Laureus World Sports Awards in Monte Carlo.
Klammer ist seit 1979 verheiratet, hat zwei Töchter und lebt in Wien. Er wurde 2018 erstmals Großvater eines Enkels.

## Sonstiges
Klammer hat 1998 eine eigene Stiftung gegründet, die mit dem Geld vor allem jungen verletzten Sportlern hilft. Der Anlass dafür war die Querschnittlähmung seines Bruders. Nach dessen schwerem Sturz hatte dieser nur auf Kulanzbasis der Versicherung seines Vaters eine Rehabilitation machen können. Die Klammer Foundation sammelt das Geld dafür unter anderem bei Golfturnieren.
Seit einigen Jahren schreibt Klammer regelmäßig Glossen zum aktuellen Geschehen im alpinen Skiweltcup oder bei den alpinen Skiweltmeisterschaften.
Er ist Botschafter der Klimaschutzorganisation R20 Regions of Climate Action.

## Erfolge

### Olympische Winterspiele
- Innsbruck 1976: 1. Abfahrt
- Sarajewo 1984: 10. Abfahrt

### Weltmeisterschaften
- St. Moritz 1974: 1. Kombination, 2. Abfahrt, 10. Riesenslalom, 20. Slalom
- Innsbruck 1976: 1. Abfahrt
- Garmisch-Partenkirchen 1978: 5. Abfahrt
- Schladming 1982: 7. Abfahrt
- Bormio 1985: 5. Abfahrt

### Weltcupwertungen
| Saison  | Gesamt | Gesamt | Abfahrt | Abfahrt | Riesenslalom | Riesenslalom | Kombination | Kombination |
| Saison  | Platz  | Punkte | Platz   | Punkte  | Platz        | Punkte       | Platz       | Punkte      |
| ------- | ------ | ------ | ------- | ------- | ------------ | ------------ | ----------- | ----------- |
| 1972/73 | 8.     | 93     | 4.      | 62      | 9.           | 31           | –           | -           |
| 1973/74 | 5.     | 125    | 2.      | 100     | 10.          | 17           | –           | -           |
| 1974/75 | 3.     | 240    | 1.      | 125     | 9.           | 31           | –           | -           |
| 1975/76 | 4.     | 181    | 1.      | 125     | –            | –            | 4.          | 25          |
| 1976/77 | 3.     | 203    | 1.      | 125     | –            | –            | –           | -           |
| 1977/78 | 5.     | 70     | 1.      | 96      | –            | –            | –           | -           |
| 1978/79 | 51.    | 23     | 19.     | 23      | –            | –            | –           | -           |
| 1979/80 | 33.    | 27     | 11.     | 27      | –            | –            | –           | -           |
| 1980/81 | 40.    | 37     | 13.     | 37      | –            | –            | –           | -           |
| 1981/82 | 14.    | 71     | 5.      | 71      | –            | –            | –           | -           |
| 1982/83 | 18.    | 95     | 1.      | 95      | –            | –            | –           | -           |
| 1983/84 | 20.    | 79     | 4.      | 79      | –            | –            | –           | -           |
| 1984/85 | 52.    | 23     | 16.     | 23      | –            | –            | –           | -           |

### Weltcupsiege
Insgesamt gelangen ihm 26 Weltcupsiege (25 × Abfahrt, 1 × Kombination), hinzu kommen 10 zweite Plätze und 9 dritte Plätze.
| Datum             | Ort                    | Land        | Disziplin   |
| ----------------- | ---------------------- | ----------- | ----------- |
| 22. Dezember 1973 | Schladming             | Österreich  | Abfahrt     |
| 8. Dezember 1974  | Val-d’Isère            | Frankreich  | Abfahrt     |
| 15. Dezember 1974 | St. Moritz             | Schweiz     | Abfahrt     |
| 5. Jänner 1975    | Garmisch-Partenkirchen | Deutschland | Abfahrt     |
| 11. Jänner 1975   | Wengen                 | Schweiz     | Abfahrt     |
| 18. Jänner 1975   | Kitzbühel              | Österreich  | Abfahrt     |
| 26. Jänner 1975   | Innsbruck              | Österreich  | Abfahrt     |
| 9. März 1975      | Jackson Hole           | USA         | Abfahrt     |
| 21. März 1975     | Gröden                 | Italien     | Abfahrt     |
| 12. Dezember 1975 | Madonna di Campiglio   | Italien     | Abfahrt     |
| 10. Jänner 1976   | Wengen                 | Schweiz     | Abfahrt     |
| 11. Jänner 1976   | Wengen                 | Schweiz     | Kombination |
| 17. Jänner 1976   | Morzine                | Frankreich  | Abfahrt     |
| 25. Jänner 1976   | Kitzbühel              | Österreich  | Abfahrt     |
| 12. März 1976     | Aspen                  | USA         | Abfahrt     |
| 17. Dezember 1976 | Gröden                 | Italien     | Abfahrt     |
| 18. Dezember 1976 | Gröden                 | Italien     | Abfahrt     |
| 8. Jänner 1977    | Garmisch-Partenkirchen | Deutschland | Abfahrt     |
| 15. Jänner 1977   | Kitzbühel              | Österreich  | Abfahrt     |
| 22. Jänner 1977   | Wengen                 | Schweiz     | Abfahrt     |
| 18. Februar 1977  | Laax                   | Schweiz     | Abfahrt     |
| 11. Dezember 1977 | Val-d’Isère            | Frankreich  | Abfahrt     |
| 11. März 1978     | Laax                   | Schweiz     | Abfahrt     |
| 6. Dezember 1981  | Val-d’Isère            | Frankreich  | Abfahrt     |
| 20. Dezember 1982 | Gröden                 | Italien     | Abfahrt     |
| 21. Jänner 1984   | Kitzbühel              | Österreich  | Abfahrt     |

### Österreichische Meisterschaften
- Hinterstoder 1972: 2. Abfahrt
- Warth 1974: 3. Abfahrt
- Bad Kleinkirchheim 1977: 1. Abfahrt
- Schladming 1978: 3. Abfahrt
- Radstadt 1981: 3. Abfahrt
- Bad Kleinkirchheim 1982: 3. Abfahrt

## Auszeichnungen
- Österreichs Sportler des Jahres 1975,[10] 1976,[11] 1978[12] und 1983
- Skieur d’Or 1975 (am 27. Oktober 1975 in Basel überreicht erhalten)[13]
- Goldenes Ehrenzeichen für Verdienste um die Republik Österreich 1996[14]
- Kärntner Landesorden in Silber (1982), in Gold (2003)
- Großer Tiroler Adler-Orden (2023)[15]
- Ehrenbürger seiner Heimatgemeinde Fresach

Außerdem wurde er vom Sportpresseklub Kärnten achtmal zum Kärntner Sportler des Jahres gewählt (1974, 1975, 1976, 1977, 1978, 1982, 1983, 1984).

## Film
- Klammer – Chasing the Line, österreichischer Spielfilm von Andreas Schmied (2021) mit Julian Waldner als Franz Klammer und Valerie Huber als dessen damalige Freundin und spätere Ehefrau Eva.[18]